# بلوس ده مونروی
بلوس ده مونروی (به اسپانیایی: Belvís de Monroy) یک دهستان‌های اسپانیا و دهستان و شهرک در اسپانیا است که در استان کاسرس واقع شده‌است. بلوس ده مونروی ۴۴ کیلومتر مربع مساحت دارد.